# Honor Oak Park (stacja kolejowa)
Honor Oak Park – stacja kolejowa w Londynie, na terenie London Borough of Lewisham, zarządzana przez London Overground, w którego sieci stanowi część East London Line. Na stacji zatrzymują się również pociągi firmy Southern. W roku statystycznym 2008/09 ze stacji skorzystało ok. 1,462 mln pasażerów.